# Aidenbachstraße (metrostation)
Aidenbachstraße is een metrostation in de wijk Obersendling van de Duitse stad München. Het station werd geopend op 28 oktober 1989 en wordt bediend door lijn U3 van de metro van München.